# Die sieben Säulen der Weisheit
Die sieben Säulen der Weisheit (englischer Originaltitel Seven Pillars of Wisdom) ist ein 1926 erschienener autobiografischer Kriegsbericht des Briten T. E. Lawrence, bekannt geworden als „Lawrence von Arabien“. In dem Werk beschreibt er den von ihm organisierten arabischen Aufstand gegen das Osmanische Reich in den Jahren 1917/1918.

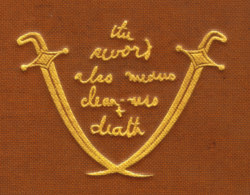
Erstausgabe

## Titel
Der Titel stammt aus dem Alten Testament und bezieht sich auf einen Spruch Salomos (Spr 9,1 ): „Die Weisheit hat ihr Haus gebaut, ihre sieben Säulen behauen.“ Lawrence hatte diesen Titel von einem früher geplanten Buchprojekt übernommen, das von sieben antiken Städten im Nahen Osten handeln sollte.

## Fassungen

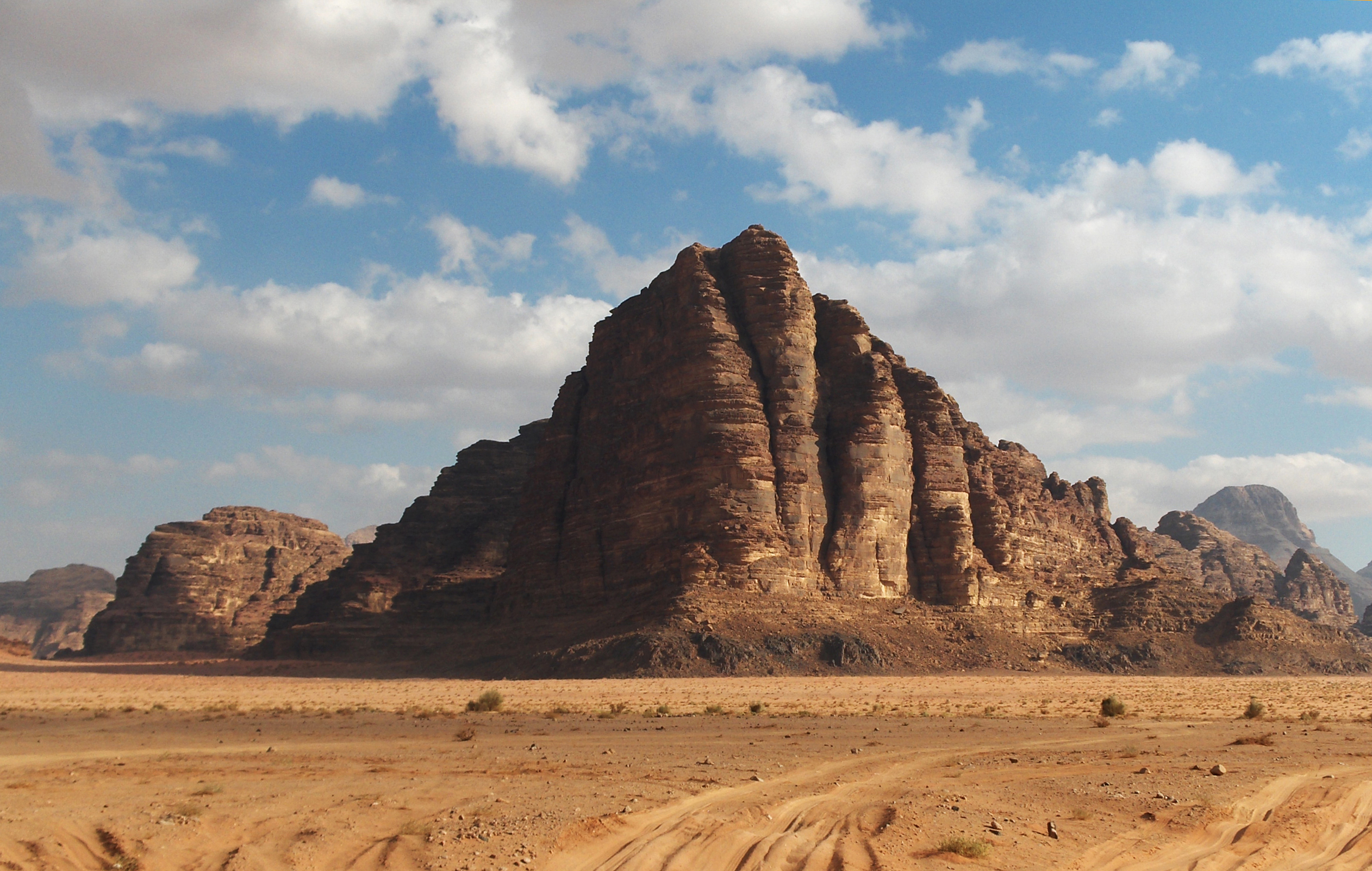
Die Felsformation Sieben Säulen der Weisheit im Wadi Rum

Eine erste Fassung des Textes vollendete Lawrence 1919. Das einzige Exemplar des Manuskripts hat der Autor jedoch bei einer Zugreise verloren. Aus der Erinnerung verfasste Lawrence bis 1920 eine zweite Version des Werkes und überarbeitete sie bis 1922. Diese Fassung im Umfang von 335.000 Wörtern übereignete er später der Bodleian Library der Universität Oxford („Oxford-Version“).
Nach 1922 nahm Lawrence weitere Korrekturen an seinem Werk vor und ließ sich von Freunden überreden, eine gekürzte Fassung anzufertigen. Der nervlich zu diesem Zeitpunkt bereits schwer angegriffene Autor entwickelte bei dieser Arbeit eine zunehmende Distanz zu den beschriebenen Ereignissen und seinem Text. Das Ergebnis war eine Version im Umfang von 250.000 Wörtern, die 1926 aufwändig gebunden und üppig illustriert mit erheblichem finanziellen Verlust für Lawrence an etwa 200 Subskribenten verkauft wurde. Um die Verluste wettzumachen, brachte Lawrence 1927 eine weiter gekürzte Version unter dem Titel Revolt in the Desert (dt.: Aufstand in der Wüste) für das breite Publikum heraus.
Nach dem Tod von Lawrence 1935 wurde der Text der Subskribenten-Fassung für die Allgemeinheit veröffentlicht, obwohl Kenner der „Oxford-Version“ darauf drängten, diesen ihrer Meinung nach bedeutenderen Text zu publizieren. Der international große Erfolg der bis heute am weitesten verbreiteten, gekürzten Fassung behinderte jedoch dieses Vorhaben. Erst nach Ablaufen des britischen Urheberrechts wurde 1997 die „Oxford-Version“ veröffentlicht. Bernard Shaw und E. M. Forster sahen sie als das eigentliche Meisterwerk von T. E. Lawrence.

## Trivia
Der britische Monumental- und Historienfilm des Regisseurs David Lean Lawrence von Arabien aus dem Jahr 1962 basiert auf dem Buch von Lawrence.

## Ausgaben
- Thomas E. Lawrence: Die sieben Säulen der Weisheit. Übers. von Dagobert von Mikusch. P. List, Leipzig 1936. 
  - Neuausgabe: dtv, München 2003, ISBN 3-423-01456-3.
- Thomas E. Lawrence: The seven pillars of wisdom. The complete 'Oxford' text. Castle Hill Press, Fordingbridge, Hampshire 2004, ISBN 0-9546418-0-9